# Alpine (Californië)
Alpine is een plaats (census-designated place) in de Amerikaanse staat Californië, en valt bestuurlijk gezien onder San Diego County.

## Demografie
Bij de volkstelling in 2000 werd het aantal inwoners vastgesteld op 13.143.

## Geografie
Volgens het United States Census Bureau beslaat de plaats een oppervlakte van
69,6 km², geheel bestaande uit land. Alpine ligt op ongeveer 570 m boven zeeniveau.

## Plaatsen in de nabije omgeving
De onderstaande figuur toont nabijgelegen plaatsen in een straal van 16 km rond Alpine.